# 高原遊
高原 遊（たかはら ゆう、1977年9月19日 - ）は、日本の女優。東京都出身。

## 経歴
劇団ひまわりの出身者であり、卒業後はリバティーハウスに所属。1990年代にテレビドラマ・OV・CMなどの分野で活躍した。

## 出演

### テレビドラマ
- 金田一少年の事件簿 第3話「オペラ座館殺人事件」（1995年7月29日、日本テレビ） - 桐生春美 役
- 銀狼怪奇ファイル FILE5（1996年2月10日、日本テレビ） - 鴻神月子 役

### 映画・OV
- ワイルド・ハーレー（OV、1993年10月28日、桑原昌英監督）
- 特攻レディース 夜露死苦！（OV、1994年6月10日、磯村一路監督）
- Love Letter（映画、1995年3月25日、岩井俊二監督） - 優子 役

### CM
- タイガー魔法瓶
- 福武書店（現ベネッセコーポレーション）「進研ゼミ」（1991年）
- 日本興業銀行「ワリコー」（1992年〰1993年）

| スタブアイコン | サブスタブ | この項目は、まだ閲覧者の調べものの参照としては役立たない、俳優（男優・女優）に関連した書きかけの項目です。この項目を加筆・訂正などしてくださる協力者を求めています（P:映画/PJ芸能人）。 |